# 우언위
우언위(오은유, 吳恩裕, 1909년 12월 10일 ~ 1979년 12월 12일)는 중국의 철학자, 홍루몽 문학 연구자이다.

## 이력
우언위는 선양시에서 태어났으며 1933년 칭화대학교 철학과를 졸업하였다. 졸업 후에는 북경의 일간지 <신보(晨報)>의 문예 부간 <사변(思辨)>의 편집장을 맡았고, 1935년에는 량치차오의 입헌파 연구계 지도자 출신의 철학자이자, 정치가 장둥쑨이 북경의 칭화대에서 책임 편집자, 발행인으로 창간하여 창사로 국립 칭화대가 옮겨가기 전까지 약 2년 간 발간한 <문철월간(文哲月刊)>에서 그의 동 대학 철학과 제자로서 편집 작업에 참여하였다. 중일전쟁 이후에는 1937년에 영국의 런던 대학에 유학하였고, 뤄룽지의 스승이었던 H. J. 래스키에게 가서 마르크스의 정치 사상을 연구하여 박사 학위를 취득하였다. 중일 전쟁 기간과 그 이후로는 중화민국 국립 중앙 대학의 정치학과 교수, 중화민국 국립 베이징 대학의 정치학과 교수를 맡았다. 1952년 9월에는 마오쩌둥, 저우언라이 중국 공산당 정부의 중화인민공화국 교육부에 의해서 종합 대학 정치학과가 폐지된 이후로는 중국 정법 학원으로 이직되었고, 1957년 반우파 운동 이후로는 홍루몽 문학 연구자로 전향하였다. 저작으로, <마르크스의 정치 사상>, <서방 정치 사상 논집>, <유물사관의 정의(精義)>, <조설근의 생애> 등이 있다.

## 같이 보기
- 장둥쑨
- 뤄룽지
- 판광단
- 첸돤성
- 탕융퉁
- 우한